# NGC 5938
NGC 5938 ist eine Balkenspiralgalaxie vom Hubble-Typ SBbc im Sternbild Südliches Dreieck.
Sie wurde am 9. Juni 1836 von John Herschel mit einem 18-Zoll-Spiegelteleskop entdeckt, der dabei „F, S, among a crowd of milky way stars. No doubt ias to its nebulous character. All that is starry in field is clearly resolved“ notierte.